# Bythiospeum bourguignati
Bythiospeum bourguignati é uma espécie de gastrópode  da família Hydrobiidae.
É endémica de França.